# Chaerephon pumilus
Petit molosse à glandes caudales, Petite tadaride, Tadaride bornée
Espèce
Statut de conservation UICN

 LC  : Préoccupation mineure
Chaerephon pumilus, le Petit molosse à glandes caudales,, la Petite tadaride, ou encore la Tadaride bornée, est une espèce de chauves-souris de l'Afrique subsaharienne. Elle figure parmi les espèces les plus répandues et communes de ce genre.

## Description
Chaerephon pumilus est une petite espèce de chauve-souris dont la queue est libre, au moins en grande partie, de la membrane du patagium dans sa partie postérieure. La fourrure est brunâtre, moins souvent noirâtre et les poils ventraux sont plutôt pâles ou même blancs. Cependant, de nombreuses variations sont présentes dans l'ensemble de leur aire de répartition géographique. Comme le reste des espèces du genre, les oreilles sont grandes (par rapport au reste du corps et notamment la tête) et arrondies. Les adultes mesurent en moyenne 25 cm de long et d’envergure et pèsent 11 g. La taille est petite, par exemple l'avant-bras mesure moins de 4 cm de long. Les mâles sont légèrement plus gros que les femelles. Un autre critère intéressant qui discrimine l'espèce par rapport à la plupart de ces cousines est la quasi-absence de tragus auriculaire.

## Répartition et habitat
Chaerephon pumilus se rencontre en Afrique du Sud, en Angola, en Arabie saoudite, au Botswana, au Burkina Faso, au Burundi, au Bénin, en Côte d'Ivoire, en Érythrée, en Éthiopie, en Gambie, au Ghana, en Guinée équatoriale, en Guinée-Bissau, en Guinée, au Kenya, au Liberia, au Malawi, au Mali, à Mayotte, au Mozambique, au Niger, au Nigeria, en Ouganda, au Rwanda, en République du Congo, en République démocratique du Congo, à Sao Tomé-et-Principe, aux Seychelles, en Sierra Leone, en Somalie, au Soudan, au Sénégal, en Tanzanie, au Tchad, au Togo, au Yémen, en Zambie et en Zimbabwe. C'est une espèce relativement répandue par rapport à d'autres espèces de la famille voire du genre.
En termes d'habitat local, l'espèce a été retrouvée dans des régions semi-arides du nord africain jusque dans des zones de forêt tropicale défrichée plus au sud. Des spécimens ont été trouvés largement répartis dans les zones de savane/bois de Zambie, de Guinée, du Soudan et du Zimbabwe, ainsi que dans les forêts du bassin du Congo. Dans la province du Cap, en Afrique du Sud, ils peuvent être trouvés dans la zone montagneuse du cap Macchia. 

## Comportement et vie sociale
Chaerephon pumilus se perchent naturellement dans les creux et les crevasses des arbres et dans les cimes de certains types de palmiers, où de grandes colonies peuvent trouver refuge,. Chaerephon pumilus est nocturne, abandonnant son dortoir au crépuscule pour commencer à chasser. Ces chauves-souris retournent à leurs dortoirs après s'être nourries. Les jeunes sont souvent aperçus perchés avec une autre espèce de Molossidae, Mops condylurus. L'espèce est très sociable et fait beaucoup de bruit avant de quitter le dortoir pour chasser.

## Conservation
L'espèce est considérée comme de préoccupation mineure. D'ailleurs, l'UICN considère une (sous) espèce associée, qui géographiquement serait présente uniquement à Madagascar. 

## Systématique
Le nom valide complet (avec auteur) de ce taxon est Chaerephon pumilus (Cretzschmar, 1826).
L'espèce a été initialement classée dans le genre Dysopes sous le protonyme Dysopes pumilus Cretzschmar, 1826.
Ce taxon porte en français les noms vernaculaires ou normalisés suivants : Petit molosse à glandes caudales,, Petite tadaride,, Tadaride bornée,.
Chaerephon pumilus a pour synonymes :
- Chaerephon pumila (Cretzschmar, 1826)
- Dysopes pumilus Cretzschmar, 1826
- Tadarida pumila (Cretzschmar, 1826)